# Laguna Paiva
Laguna Paiva is een plaats in het Argentijnse bestuurlijke gebied La Capital in de provincie Santa Fe. De plaats telt 12.250 inwoners.